# Amorosa visione
Amorosa visione és el títol d'un poema al·legòric de Giovanni Boccaccio escrit el 1342 en tercets hendecasíl·labs, en què narra un somni en el qual s'apareixen diverses virtuts i anhels humans, tots ells vençuts per la canviant Fortuna. L'obra està fortament influïda per l'estil de Dant i presenta nombrosos artificis tècnics, entre aquests l'aparició d'acròstics formats amb les lletres inicials dels versos o al·legories de caràcter medieval farcides de referències intertextuals cultes.
El protagonista del somni ha d'escollir entre dues portes, una d'àmplia que porta a la glòria del món terrenal i una d'estreta que condueix a l'autèntica virtut. Darrere la porta grossa apareixen la saviesa, els diners, la fama i l'amor, posteriorment ampliat en diversos subtipus. El poeta s'adona que tots aquests béns duren poc i acaba amb la visió de la seva estimada Fiammetta al cel, on encarna l'autèntic amor espiritual, lligat a la virtut.
Amorosa visione té cinquanta cants i s'estructura en imatges moralitzants que el narrador recorre. Els sonets inicials de cada cant contenen l'acròstic que dona la clau interpretativa dels tercets que segueixen. Cupido fa de guia pel viatge interior que suposa el somni, en un clar paral·lel amb la Comèdia dantesca, i en justifica el títol i el final.
L'obra inspirà Petrarca per crear un poema semblant (Trionfi) i posteriorment el model s'exportà a la península Ibèrica, on diversos autors conrearen poemes al·legòrics per exaltar les virtuts cristianes.